# Programa de milhagem
Um programa de milhagem, programa de milhas ou programa de passageiro frequente é um serviço muito oferecido por companhias aéreas para recompensar seus clientes por sua fidelidade, criado pela companhia norte-americana Pan Am.
Usualmente, os clientes de uma companhia inscrevem-se no programa para ganhar pontos correspondente à distância percorrida em seus voos. Ao atingir uma determinada quantidade de pontos, o cliente é premiado com uma passagem aérea gratuita em uma determinada área de milhas, e em alguns casos estes pontos podem ser trocados por outros produtos, serviços ou acesso a áreas VIP.
O primeiro e maior programa deste tipo foi criado pela Pan Am. Seu sucesso foi um dos motivos da quebra da então maior companhia aérea norte-americana, por erros de cálculos. A cada três viagens se ganhava a quarta (equivalente a 25% de desconto).

## Programas mais conhecidos no Brasil
A LATAM Brasil, maior companhia aérea do Brasil tem o LATAM Pass. A antiga Varig, que foi a maior companhia aérea do Brasil até 2006, possuía o chamado Smiles, o maior da América Latina na época. Depois de sua falência e de sua venda para a GOL Linhas Aéreas o programa passou a valer para tal companhia. A Azul Linhas Aéreas Brasileiras possui o programa Tudo Azul. As milhas acumuladas tem prazo de validade e se não utilizadas elas expiram.

## Programas mais conhecidos em Portugal
A TAP Portugal, companhia aérea internacional de Portugal, possui o TAP Miles&Go.